# Euro d'essai

## Essais officiels: réalisés par des ateliers de frappe agréés
Généralement avec l'inscription "essai de frappe monétaire" les essais officiels (d'euros ou de francs) sont très recherchés par les collectionneurs. En effet ils sont frappés en quantité très limitée et, en principe, détruit après. Depuis très longtemps les ateliers de frappes procèdent à différents essais (de matériaux, de pression de frappe, de visuels, etc.) leur permettant de juger de manière plus réaliste de l'aspect final qu'aura une pièce. De cette façon les ateliers déterminent les meilleures options à adopter afin d'obtenir les conditions parfaites pendant la production en grande série.

## Essais privés: sans grand intérêt pour les collectionneurs, juste un beau visuel
Un euro-essai, appelé aussi probe ou encore trial, est un jeton n'ayant aucune valeur faciale. Elle est frappée par un institut numismatique et ne doit en aucun cas ressembler à une pièce d'euro réelle. On ne peut donc les classer dans le domaine des pièces de collection.
Les euro-essais connaissent un grand succès depuis 2004 et l'entrée de 10 nouveaux pays dans l'Union européenne. Ces entrées ont permis à de nombreux instituts numismatiques de frapper de nouvelles pièces, par exemple pour la Slovénie, qui a fait son entrée dans la zone euro en 2007, ou la Lituanie, qui a finalement été recalée. Ces instituts frappent également des pièces de pays ou de régions qui ont peu voire aucune chance d'entrer un jour dans la zone euro, comme le Royaume-Uni, la Suisse, la Normandie, la Bretagne ou encore les Îles Féroé.
Toutes ces frappes sont faites par des instituts numismatiques indépendants, c’est-à-dire qui n'ont pas été désignés par le ministère des Finances de leur pays pour frapper les véritables euros. Cependant les instituts numismatiques officiels frappent parfois des essais dans le but de voir si ceux-ci connaissent un succès auprès des numismates, puis de sortir une série d'euro officielle : c'est le cas pour les coffrets Sede Vacante du Vatican en 2005 ou du coffret Benoît XVI qui est sorti en 2006.

### liens externes
- Site présentant tous les essais officiels de frappe monétaires d'euro avec des visuels pour chaque séries.